# Gaishardt (Neuler)

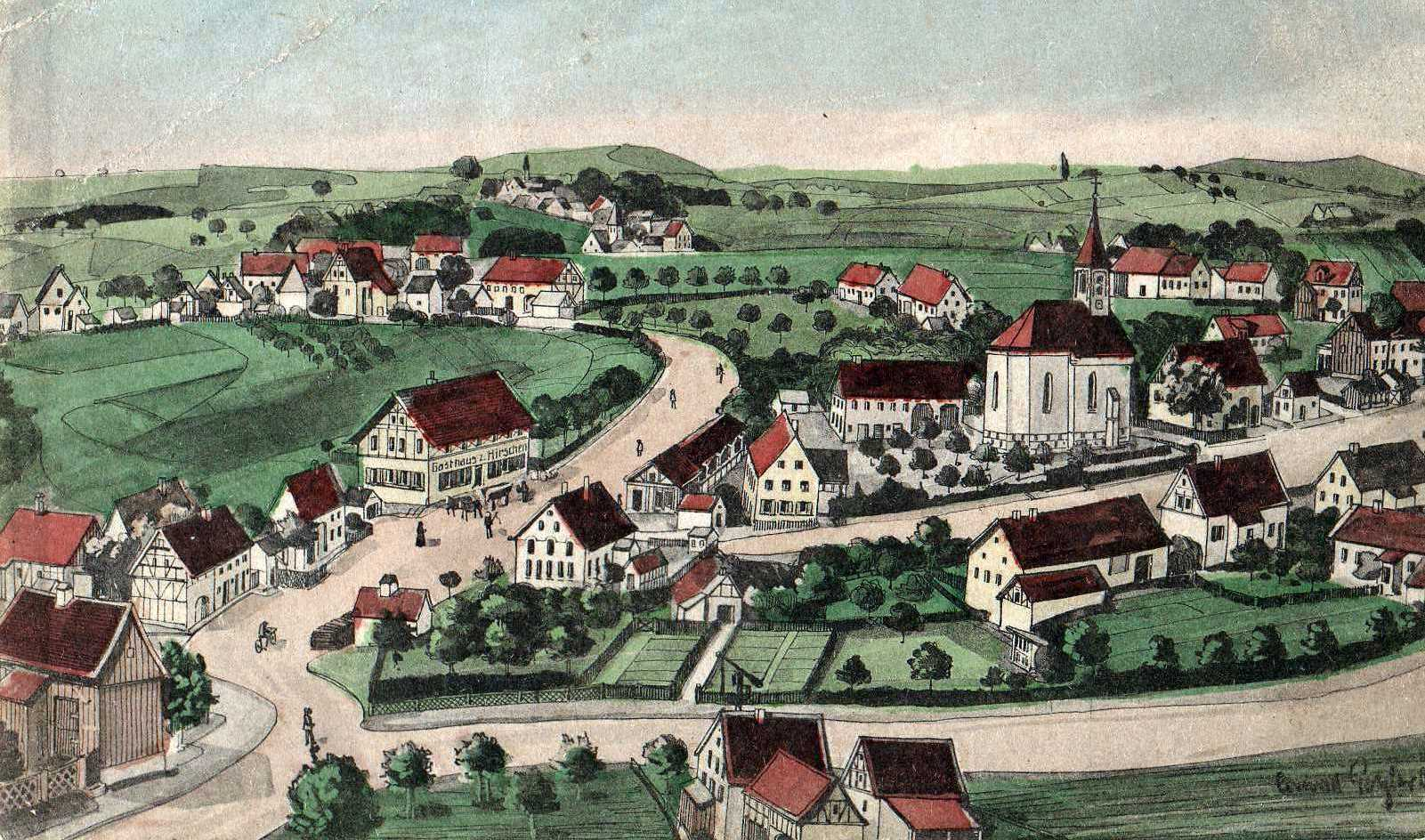
Undatierte Zeichnung von Gaishardt

Gaishardt ist ein zur Gemeinde Neuler gehöriger Weiler im Ostalbkreis in Baden-Württemberg.

## Geografie

### Geografische Lage
Gaishardt liegt auf einem Höhenrücken zwischen Kocher und Jagst, etwa acht Kilometer westlich von Ellwangen.

### Gemeindezugehörigkeit
Gaishardt ist ein Dorf und gehört zur Gemeinde Neuler.

### Nachbargemeinden
Die Gemeinde liegt südlich von Rosenberg, westlich von Ellwangen, nördlich von Abtsgmünd und östlich von Adelmannsfelden.

## Religionen
Die Mehrzahl der Bewohner Gaishardts sind der römisch-katholischen Kirche zugehörig. Die Kirchengemeinde Sankt Vitus zählt etwa 200 Mitglieder und ist Teil der Seelsorgeeinheit Neuler-Rainau.
Die neugotische Sankt-Vitus-Kapelle in Gaishardt wurde 1882 errichtet und 1886 eingeweiht. Sie ist Nachfolgerin einer kleineren Kapelle am Ortsausgang in Richtung Himmelreich. Im Jahr 1902 wurde die Sankt-Vitus-Kapelle zur Filialkirche erhoben. Kirchenpatron ist der Heilige Vitus.
Die evangelischen Gläubigen gehören zur Kirchengemeinde Adelmannsfelden.

## Vereinsleben
In Gaishardt haben der Gesangverein Frohsinn Gaishardt 1909 / sonum laudate e. V., die „Bulldogfreunde Gaishardt“, der Hobbyfußballclub FC Gaishardt und der Katholische Kirchenchor Sankt Vitus Gaishardt (mit Tradition von 1903), welcher allerdings nicht mehr existent ist, ihren Sitz.

## Persönlichkeiten
- Hieronymus Merkle (1887–1970), deutscher Politiker, besuchte die Volksschule in Gaishardt
- Sven van Meegen (* 1976), deutscher Theologe und Hochschullehrer, wuchs in Gaishardt auf

## Fotogalerie

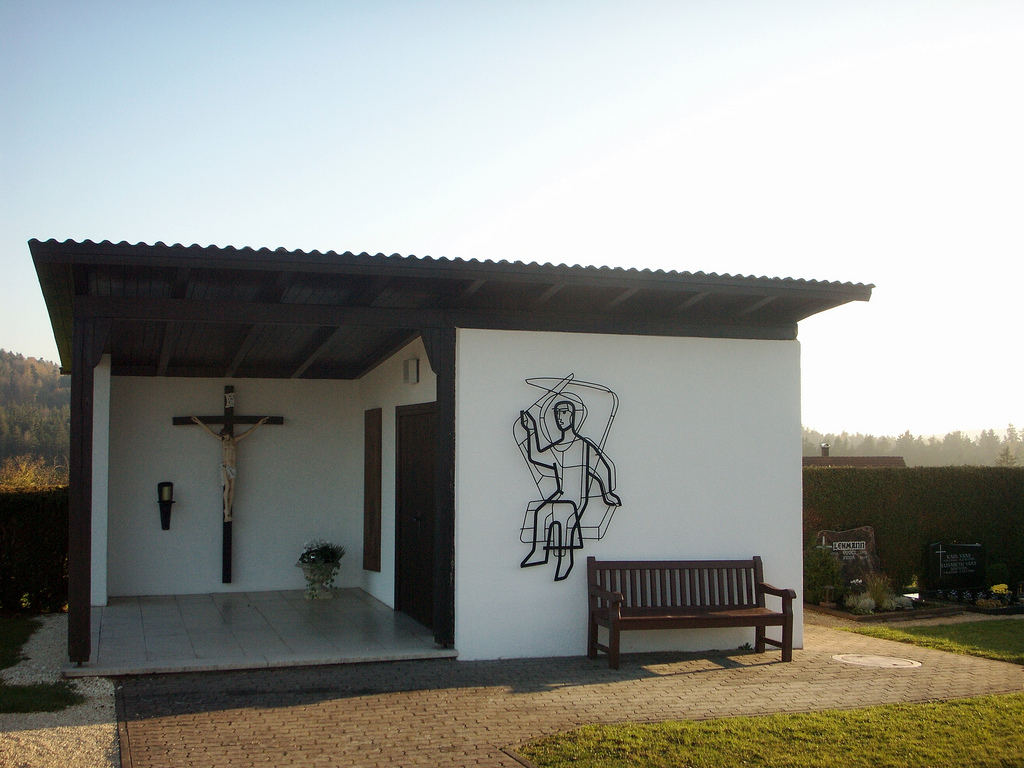
Friedhof
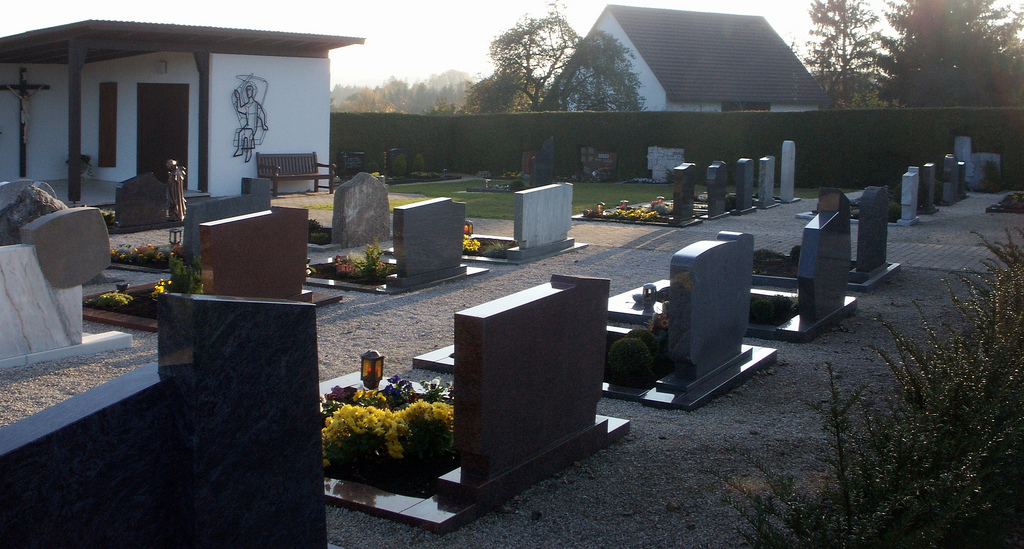
Friedhof
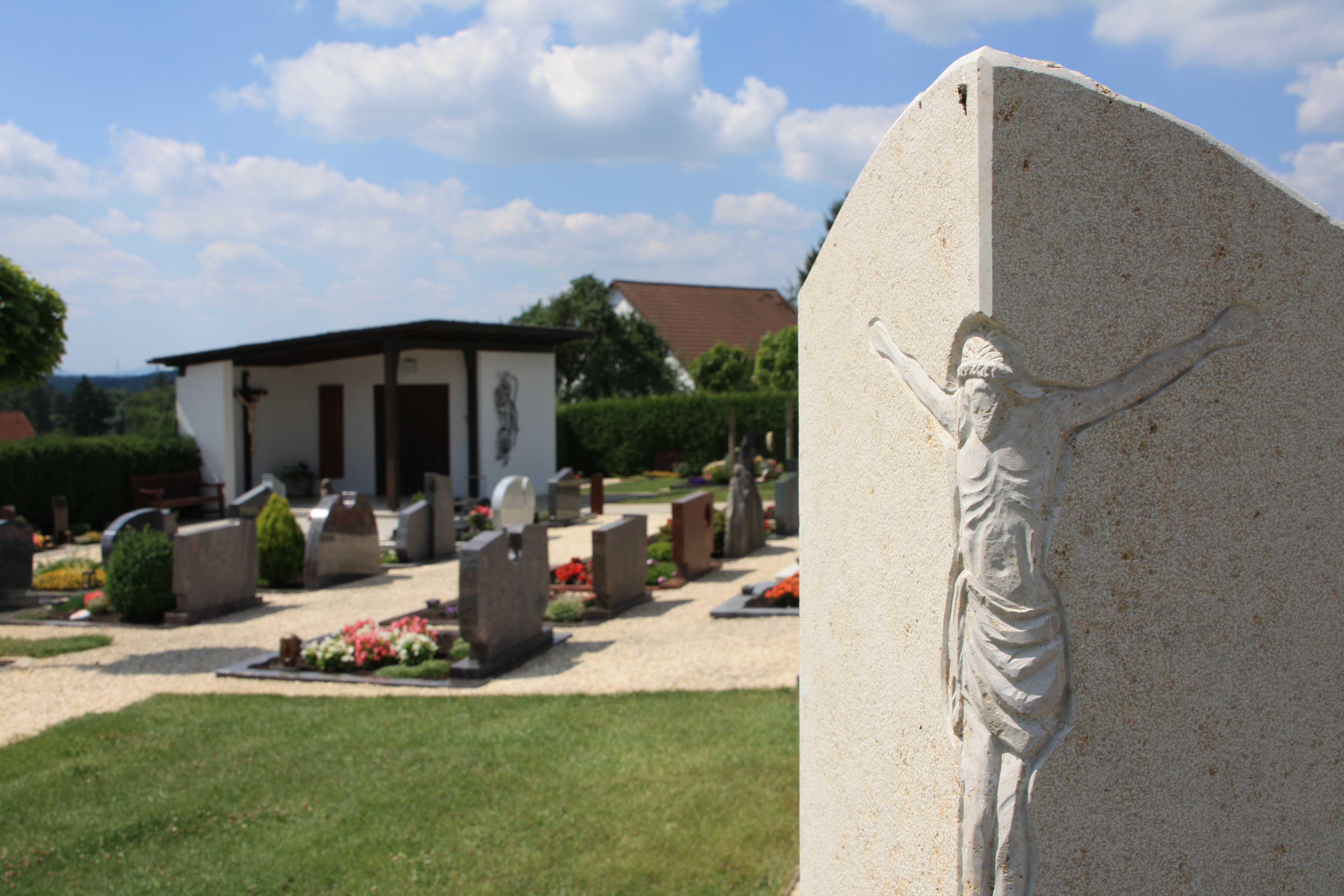
Neuer Friedhof
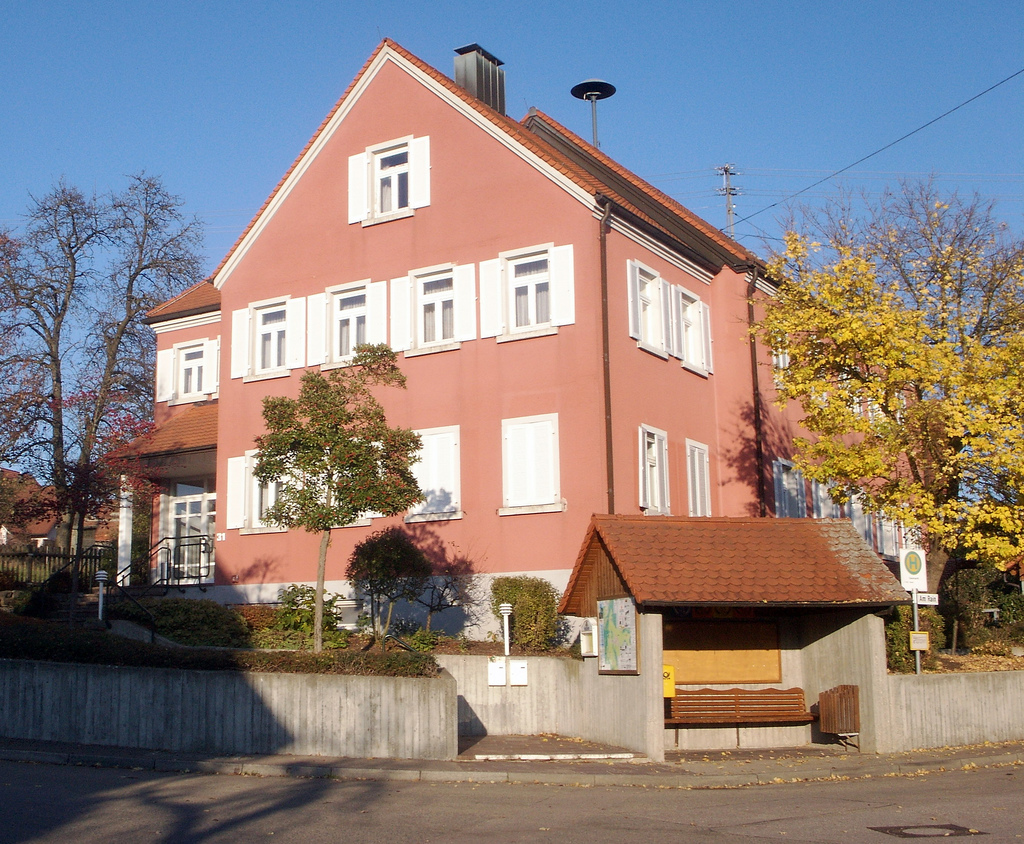
Dorfgemeinschaftshaus
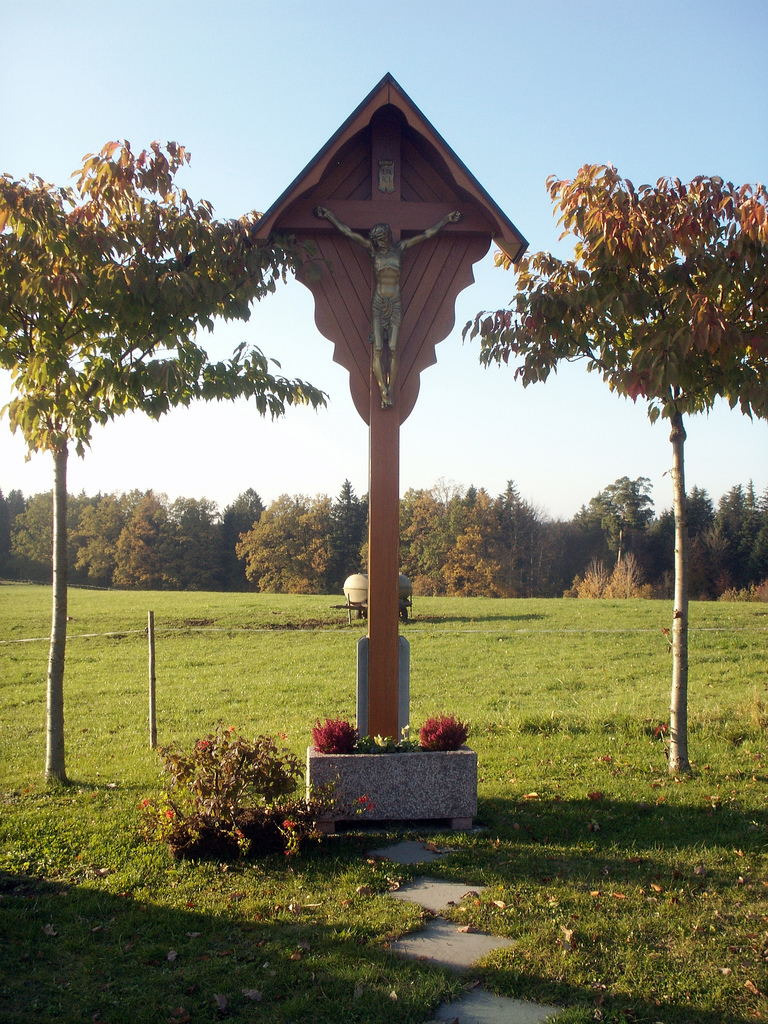
Kruzifix
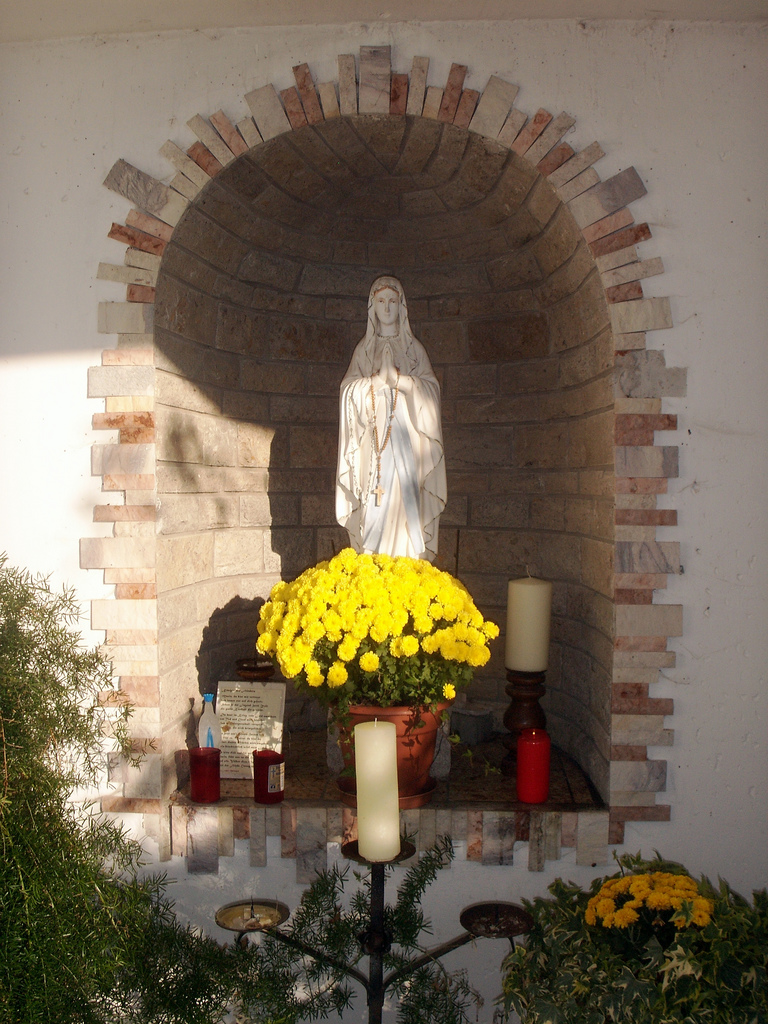
Grotte
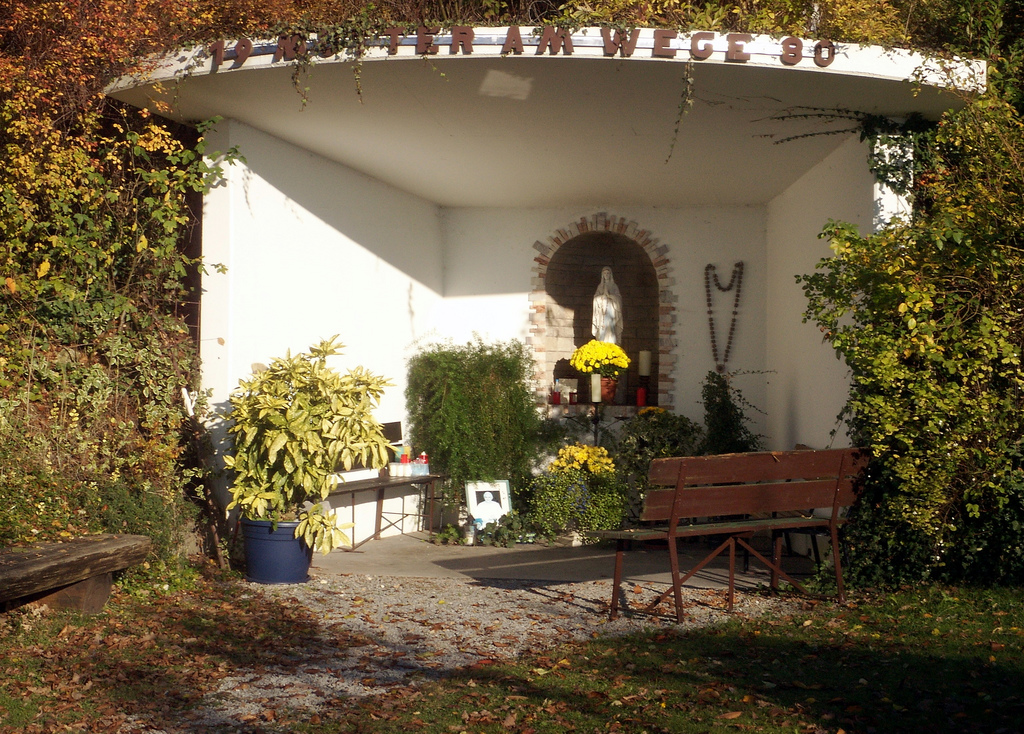
Grotte
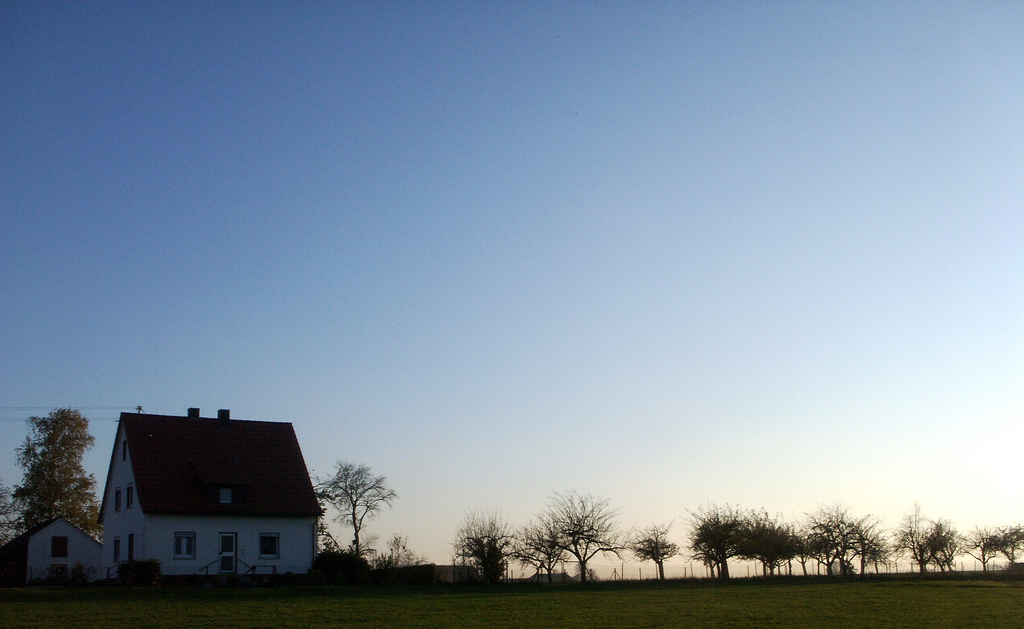
Haus
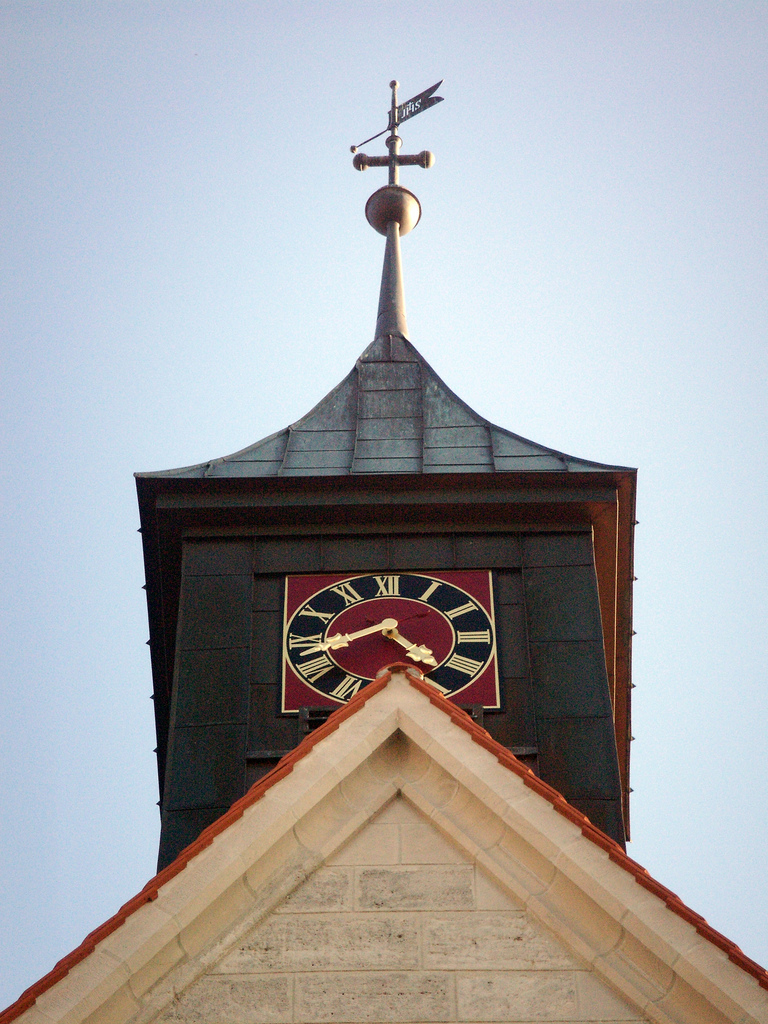
Neugotische Kapelle St. Vitus
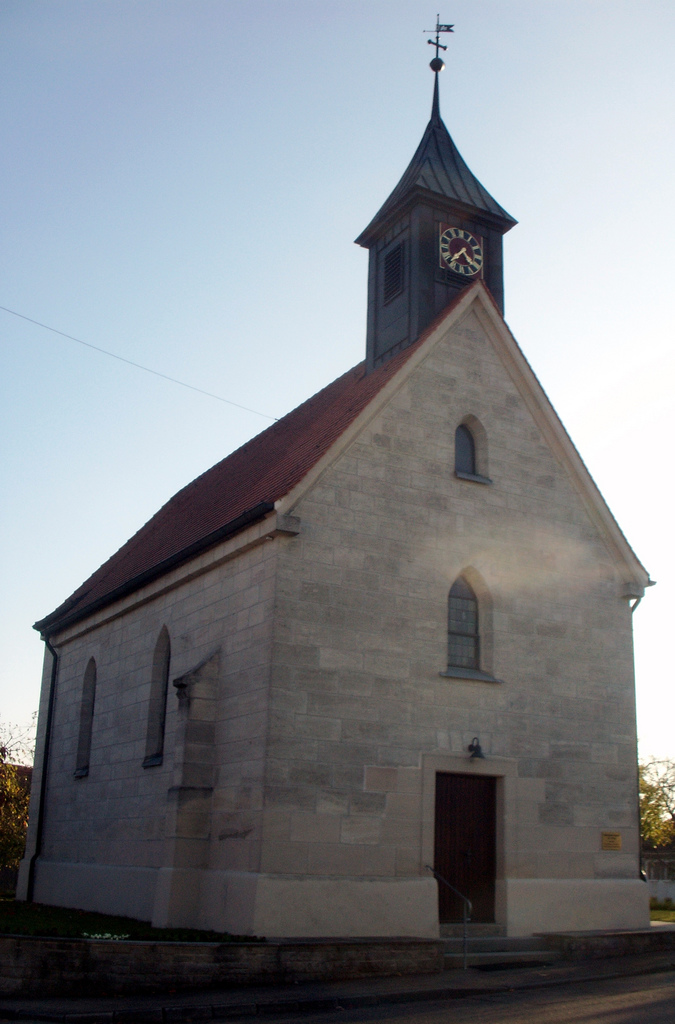
Neugotische Kapelle St. Vitus
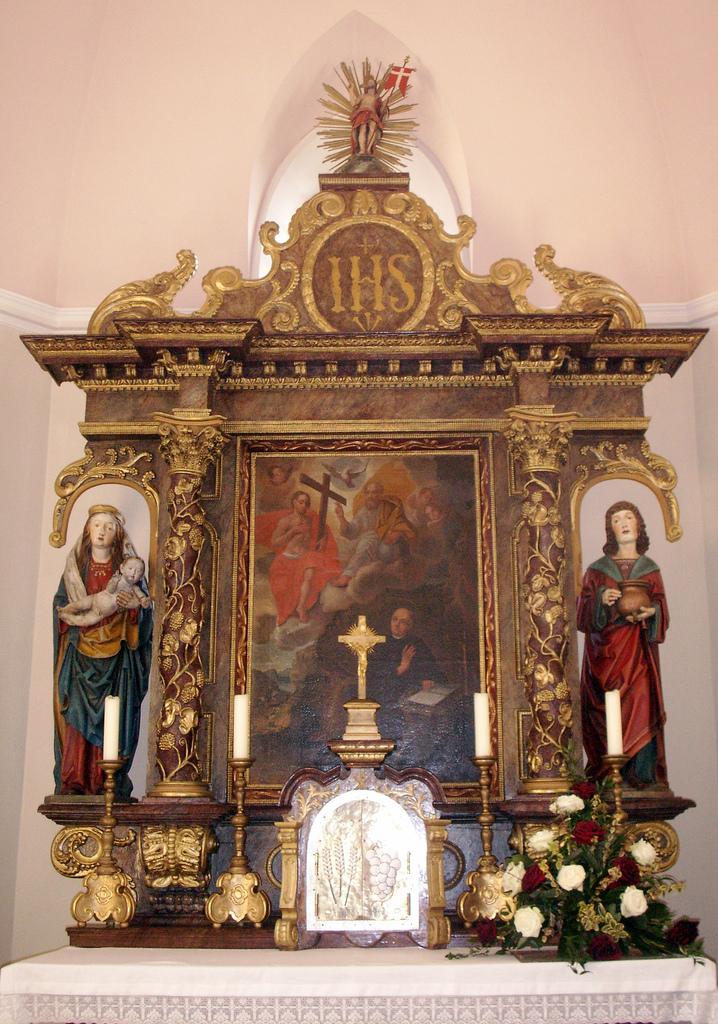
Neugotische Kapelle St. Vitus
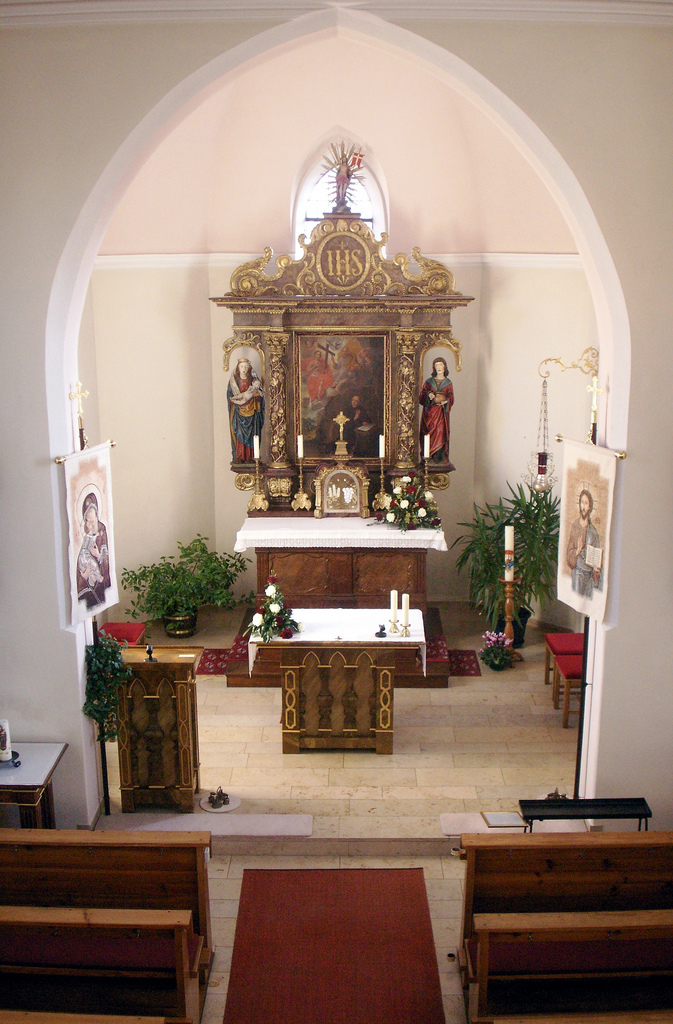
Neugotische Kapelle St. Vitus